# Catia Fonseca
Pour les articles homonymes, voir Fonseca.
Catia Cilene de Miranda e Fonseca (née de Souza Pedreschi, le 1er février 1969 à São Paulo), mieux connue comme Catia Fonseca, est une présentatrice de télévision brésilienne. Diplômée en Radio et Télévision du Serviço Nacional de Aprendizagem Comercial, Fonseca a été surnommée la "Reine du Merchandising" par la presse pour être l'animatrice la plus recherchée par les sponsors, devenant une fille de propagande pour 23 entreprises simultanément en 2015,.

## Course
En 1986, à l'âge de 17 ans, Catia a vu une annonce dans un journal à la recherche d'une secrétaire pour la station de radio Antena 1, a remporté le poste et est restée dans l'entreprise pendant six ans. Pendant ce temps, il s'est intéressé au travail, et après avoir étudié la radio et la télévision, il a fait quelques tests à la télévision et à la radio, mais il n'a pas réussi. En 1994, Catia apprend l'ouverture d'une nouvelle chaîne de télévision à São Paulo, Rede Mulher (aujourd'hui Record News), qui recherche des chauffeurs à embaucher. Catia a effectué des tests et, sans recevoir de réponse, elle s'est rendue à la station plusieurs jours de suite pour demander aux réalisateurs de lui donner une chance. Embauchée cette année-là, elle crée l'émission culinaire Com Sabor (Français : Avec Saveur). En 1995, elle devient l'animatrice de l'émission matinale Universo Feminino (Français : Univers Féminin), qui traite de questions générales liées aux femmes, telles que la qualité de vie, le positionnement sur le marché du travail et les orientations familiales. Fin 1997, il se sépare de la gare, contestant un renouvellement de contrat pour investir dans sa propre entreprise, une boulangerie.
En janvier 1998, elle est invitée par Rede Manchete à assumer l'émission Mulher de Hoje (Français : Femme d'Aujourd'hui) et, après avoir rejeté l'invitation à se consacrer d'abord à la boulangerie, elle conclut un accord selon lequel elle ne resterait que trois mois tandis que la station essaiera de trouver un autre conducteur. En mars 1998, il signe avec TV Gazeta et reprend l'émission Pra Você (Français : Pour Toi). En 1999, elle signe avec RecordTV pour commander Note e Anote (Français: Note et Note), en remplacement d'Ana Maria Braga, après avoir été avalisée par la bonne répercussion auprès des sponsors. En 2000, il dirige également Note e Anote. En septembre, elle a été retirée de la série après un an et demi. À l'époque, Catia expliquait au magazine IstoÉ Gente que l'animatrice Claudete Troiano avait prévu de prendre sa place dans Note e Anote. « Je n'utiliserais pas les moyens qu'elle a utilisés. J'ai appris qu'elle avait demandé à un directeur de dire aux dirigeants de la station qu'elle était plus prévenante et qu'elle acceptait de gagner la moitié de ce que je gagnais »,. La station lui a même proposé une émission les après-midi pour Catia, mais l'animatrice a préféré mettre fin à son contrat car elle jugeait la situation désagréable et ne voulait pas trouver de remplaçante dans les salles de la station.
En 2002, Catia est revenue à TV Gazeta et a repris le programme Mulheres (Français : Femmes), restructurant le programme, supprimant les suppléments de sensationnalisme et les cas tragiques et ramenant le format original avec des reportages destinés au public féminin, culinaire et de service,. Le 4 septembre 2015, elle a lancé sa propre chaîne YouTube, TV Catia Fonseca, proposant des interviews, des recettes et des vidéos de voyage,. Le 30 septembre 2017, elle lance son propre site, également nommé TV Catia Fonseca, avec des recettes, mode, beauté, voyage et autres astuces. Le 12 décembre de la même année, Catia a annoncé son départ de Gazeta après quinze ans aux commandes de Mulheres et a signé un contrat avec Band pour créer Melhor da Tarde (Français : Le Meilleur de l'Après-Midi), le 1er mars 2018,. En 1er août 2020, elle fait ses débuts à la radio en tant qu'animatrice sur Rádio Bandeirantes, avec l'émission Do Bom e do Melhor (Français : Le Bon et le Meilleur), en collaboration avec Danilo Gobatto, diffusée le samedi matin. Fonseca a présenté le programme jusqu'au 28 août 2021.

## Vie personnelle
En 1986, à l'âge de 17 ans, elle épouse le journaliste Dafnis da Fonseca. En 1987, leur premier-né, Thiago, est né, et en 1992, leur deuxième fils, Felipe. Toujours en 1991, il entre au cursus Radio et Télévision du Serviço Nacional de Aprendizagem Comercial, dont il sort diplômé deux ans plus tard. En mai 2013, après 27 ans de mariage, elle annonce sa séparation, révélant qu'elle anticipait cette décision depuis quelques années,. Le novembre de la même année, assume la cour avec le réalisateur Rodrigo Riccó.

## Travaux

### Télévision
| Année   | Titre                                         | Fonction              | Notes                   |
| ------- | --------------------------------------------- | --------------------- | ----------------------- |
| 1994-95 | Com Sabor (Avec Saveur)                       | Présentatrice         |                         |
| 1995-97 | Universo Feminino (Univers Féminin)           | Présentatrice         |                         |
| 1998    | Mulher de Hoje (Femme d'Aujourd'hui)          | Présentatrice         |                         |
| 1998-99 | Pra Você (Pour Toi)                           | Présentatrice         |                         |
| 1999-00 | Note e Anote (Note et Note)                   | Présentatrice         |                         |
| 2002-17 | Mulheres (Femmes)                             | Présentatrice         |                         |
| 2018-25 | Melhor da Tarde (Le Meilleur de l'Après-Midi) | Présentatrice         |                         |
| 2019    | Noite Feliz (Bonne Nuit)                      | Présentatrice         | Spécial fin d'année     |
| 2020    | Mulheres (Femmes)                             | Présentatrice spécial | Épisode: "23 septembre" |
| 2025    | Dança dos Famosos                             | Participante          | Saison 22               |

### Internet
| Année        | Titre            | Fonction      | Plateforme |
| ------------ | ---------------- | ------------- | ---------- |
| 2015-présent | TV Catia Fonseca | Présentatrice | YouTube    |

### Radio
| Année     | Titre                                      | Fonction      | Station de radio   |
| --------- | ------------------------------------------ | ------------- | ------------------ |
| 2020-2021 | Do Bom e do Melhor (Le Bon et Le Meilleur) | Présentatrice | Rádio Bandeirantes |